# I Can’t Get Started
I Can’t Get Started (with You) ist ein populärer Song der 1936 von Vernon Duke komponiert wurde, mit einem Text von Ira Gershwin.
Das Lied wurde ursprünglich im Broadway-Musical Ziegfeld Follies of 1936 verwendet. Im Musical sang Bob Hope den Song. Später wurde er ein populärer Jazzstandard. Bunny Berigans nahm 1936 und 1937 zwei Versionen auf und der Titel ist sein größter Hit geworden. Berigan wurde für seine Version 1975 mit einem posthumen Grammy ausgezeichnet.
Billie Holiday hat das Lied mit Lester Young 1938 aufgenommen. 1942 spielte Young eine weitere Version mit seinem Trio ein; außer Young hat das Trio aus Pianist Nat King Cole und Bassist Red Callender bestanden. Elvis Costello sang ihn in einer der letzten Folgen von Marian McPartlands Sendung Piano Jazz.
Der Song wurde in den Filmen Save the Tiger (1973) und Chinatown (1974) gespielt.